# Most na rzece Kwai (powieść)

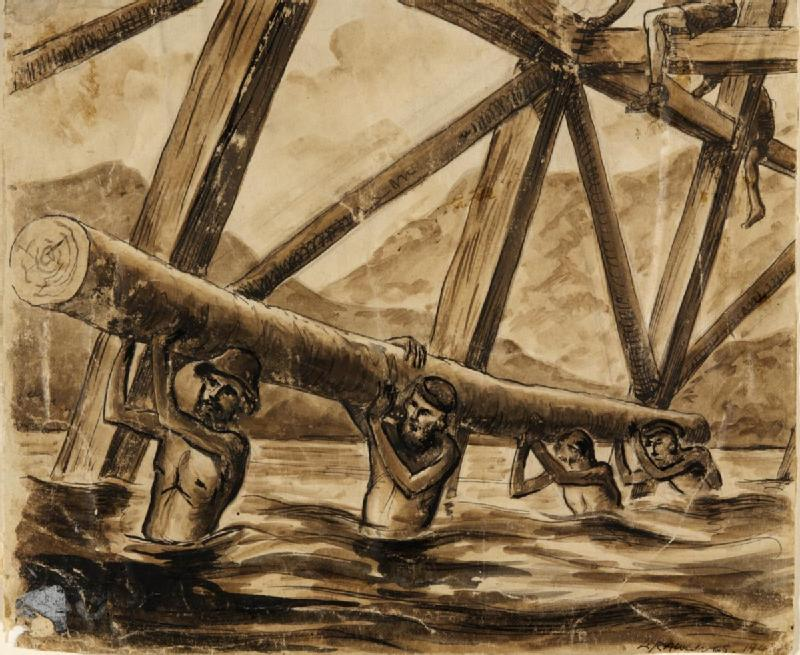
Jeńcy budujący most na rzece Kwai na rysunku z okresu II wojny światowej

Most na rzece Kwai (fr. Le Pont de la Rivière Kwai) – powieść wojenna francuskiego pisarza Pierre’a Boulle’a z 1952. Jest najbardziej znaną powieścią autora, który dekadę później napisał również Planetę małp.
Pisząc powieść Boulle opierał się częściowo na własnych doświadczeniach – podczas II wojny światowej był szpiegiem w Singapurze, schwytany trafił do japońskiego obozu jenieckiego w Indochinach. Była to jego trzecia opublikowana książka.
Powieść otrzymała Prix Sainte-Beuve w 1952.
Angielskie tłumaczenie autorstwa Xana Fieldinga ukazało się w 1954.
Polskie wydanie ukazało się w 1959 nakładem Państwowego Instytutu Wydawniczego w serii Klub Interesującej Książki. Autorem przekładu był Juliusz Kydryński.
W 1966 Boulle opublikował książkę autobiograficzną Aux sources de la rivière Kwaï („Moja własna rzeka Kwai”).

## Fabuła
Książka przedstawia historię brytyjskich żołnierzy wziętych do niewoli przez wojska japońskie podczas II wojny światowej. Akcja toczy się w 1943 roku w Birmie,  gdzie jeńcy budują na rzece Kwai most, stanowiący jeden z kluczowych elementów tzw. Kolei Śmierci. Ich nadzorcą jest pułkownik Saito, który gardzi jeńcami, gdyż wbrew bushidō poddali się, zamiast honorowo popełnić samobójstwo. Przeciwstawia mu się najwyższy rangą jeniec, pułkownik Nicholson. Jego samodyscyplina i angielska etyka pracy absurdalnie zmuszają go do ukończenia budowy ważnego dla wroga mostu, mimo iż dowództwo British Army dąży do jego zniszczenia.

## Adaptacja filmowa
W 1957 powstał film Most na rzece Kwai (The Bridge on the River Kwai) w reżyserii Davida Leana. W rolach głównych wystąpili Alec Guinness, Sessue Hayakawa, William Holden i Jack Hawkins. Podczas 30. ceremonii wręczenia Oscarów film zdobył siedem statuetek (dla najlepszego filmu, aktora pierwszoplanowego Aleca Guinnessa, reżysera, za scenariusz adaptowany, zdjęcia, montaż oraz muzykę). Produkcja otrzymała także Nagrody Brytyjskiej Akademii Filmowej i trzy Złote Globy.
Boulle otrzymał Oscara za najlepszy scenariusz adaptowany, ponieważ prawdziwi autorzy scenariusza Carl Foreman i Michael Wilson nie zostali umieszczeni w napisach do filmu, gdyż obaj trafili na czarną listę Hollywood. Nagrody otrzymali pośmiertnie, w 1985.